# La Boca del Pozo
La Boca del Pozo, es el nombre de la barra brava del Club Sport Emelec fundada en el año de 1980. Reconocida en Ecuador por ser la hinchada más fiel y seguidora de su equipo.

## Historia
Fue fundada por un grupo de amigos en el popular barrio Boca del Pozo un 25 de julio de 1980, liderada desde sus inicios por Giuseppe Cavanna, junto a los hinchas azules, Guillermo Intriago, Carlos Riofrío, Cheli Gómez, entre varios amigos más. Eran años en que Emelec  jugaba de local en el Estadio Modelo de Guayaquil, en aquel estadio se ubicaban en la parte baja del marcador central.
Desde el  barrio Boca del Pozo en las calles Córdova y Manuel J. Calle al pie del cerro del Carmen salían los buses llenos de la hinchada que acudían al estadio Modelo. El fundador Cavanna sacaba los bombos del Colegio Huancavilca para llevarlos al estadio.

### Crisis
En 2017 tras la muerte de su fundador la Boca del Pozo sufrió un vacío de liderazgo, lo que ocasiono constantes conflictos entre barristas del equipo, pugnas que se dieron en la general,de la avenida Quito y que en varias ocasiones se extendían a las afueras del estadio. Finalmente el hijo de Cavanna fue quien heredó el liderazgo de la barra.

### La banda de La Boca del Pozo
La barra tiene su banda musical oficial que se presenta antes de las presentaciones importantes como la Explosión Azul.[cita requerida]